# ポーチェプ

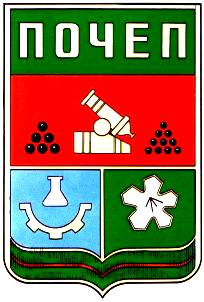
ポーチェプの市章

座標: 北緯52度56分4秒 東経33度27分38秒 / 北緯52.93444度 東経33.46056度
ポーチェプ（ポチェプ、露: По́чеп、英: Pochep）は、ロシア西部のブリャンスク州中央部にある都市。デスナ川低地に位置し、デスナ川の右支流スドスチ川（Судость）が流れる。州都ブリャンスクからは南西84キロメートル。人口は2002年国勢調査で17,064人。1989年ソ連国勢調査では16,868人であった。

## 歴史

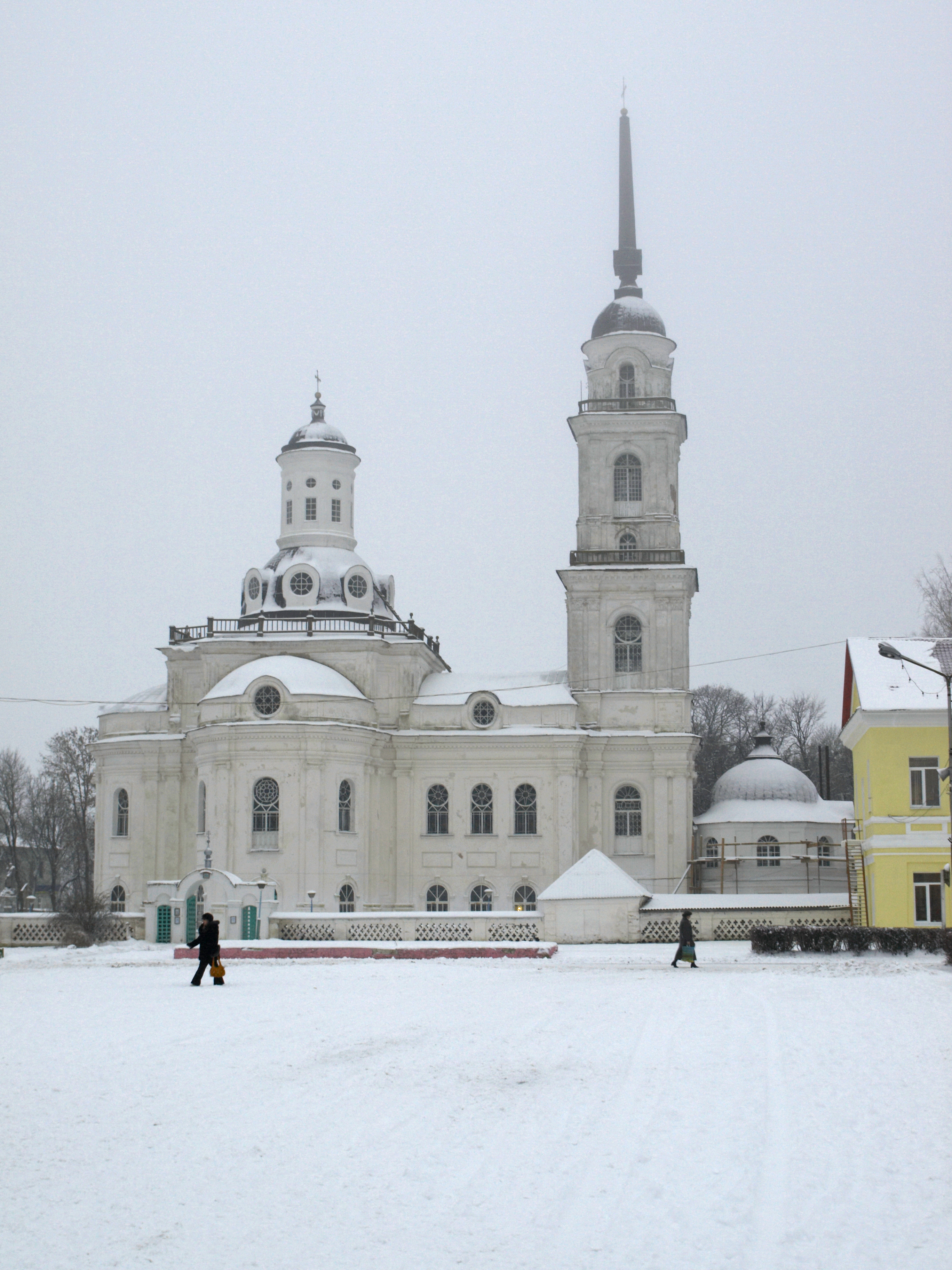
復活大聖堂。1760年代頃の建物で、アントニオ・リナルディの作品とみなされている

ポーチェプの町がいつからあったのか起源は不明だが、1447年にはリトアニア大公国領の重要都市として記録に現われる。1503年にモスクワ大公国の領土となり、1710年代頃までは小さな重要性のない町であった。その間、動乱時代の1610年に、ロシア軍とポーランド・リトアニア共和国軍との間の激しい戦場になった。ロシア・ポーランド戦争が終わった1618年、デウリノの和約によりポーチェプ付近もポーランド・リトアニアに割譲された。再びロシア領となったのは、1686年のロシア・ポーランド間の恒久平和条約で左岸ウクライナがロシア領となって以後である。大北方戦争中の1708年から1709年にかけて、ピョートル1世はロシア帝国陸軍の基地をこの地に置いた。これにより、ポーチェプはこの地方の工芸の中心地として、年1回の定期市が4つも開かれる場所として、重要さを取り戻した。
左岸ウクライナのヘーチマン、イヴァン・スコロパードシクィイ（イヴァン・スコロパドスキー）がアレクサンドル・メーンシコフにポーチェプを与え、メーンシコフによりアレキサンドロポリスの要塞が近郊に築かれ、ロシアの艦艇のための帆をポーチェプで製造するようになった。
メーンシコフの失脚後、ポーチェプの産業は一時衰退した。1750年にヘーチマン・クィルィーロ・ロズモーウシクィイ（キリル・ラズモフスキー）がここに夏の邸宅を築こうとした。その名残は、イタリア人建築家アントニオ・リナルディの作と伝えられるバロック様式の復活大聖堂に唯一残っている。

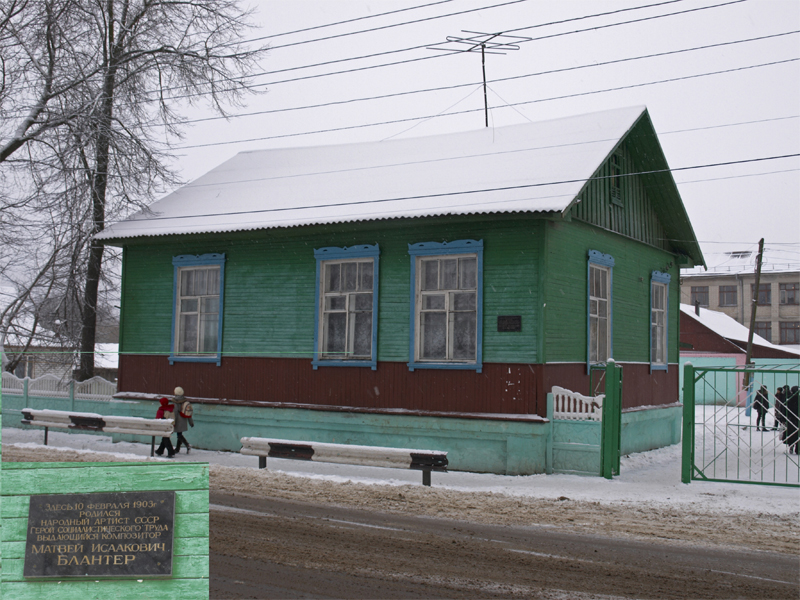
ユダヤ人作曲家マトヴェイ・ブランテルの生家。『カチューシャ』の作曲で知られている

市となったのは1919年のことであった。ポーチェプはユダヤ人の多い町で、ユダヤ人の学校や店などがあり、労働運動や政治運動も盛んに行われた。第二次世界大戦（独ソ戦）では1941年8月22日にドイツ国防軍に占領されたが、1943年9月21日にブリャンスク攻勢を進める赤軍ブリャンスク戦線により奪還されたが、大勢のユダヤ人が占領中に殺された。
ポーチェプ郊外には大量の化学兵器や神経ガスの貯蔵庫がある。これは1997年の化学兵器禁止条約に基づき、化学兵器を監視下において処分を待つために造られた施設であり、ロシアの同様の施設の中でも最大級のものである。2008年には処分施設の建設が始まり定礎が置かれた。

## 文化
1760年代に建てられたイタリア人建築家アントニオ・リナルディの作と伝えられるバロック様式の復活大聖堂、19世紀初頭のイリインスカヤ聖堂などが主な古い聖堂である。市内には歴史博物館もある。
25キロメートル先のクラスヌイ・ログには、詩人・小説家のアレクセイ・コンスタンチノヴィッチ・トルストイ（1817-1875）の地所だった場所があり、今日では博物館になっている。また、その墓所である19世紀初頭の木造の生神女就寝大聖堂があり、夫婦で遺体が収められている。

## 産業
ポーチェプには食品工業、繊維工業、製材業などの軽工業が立地する。またロシアにおける最大級の化学兵器処理施設が設けられることになっている。
ポーチェプの町には、1887年に開通したブリャンスク・ホメリ・ブレスト間の鉄道が走っている。
モスクワからキエフ方面へ延びるM3幹線道路からブリャンスクでM13幹線道路が分かれており、ポーチェプを通っている。その先はノヴォズィプコフ西方でベラルーシ国境を越え、ホメリ・ピンスク・コブリンとベラルーシ南部を東西に横断している。